# Hieronim Kazanowski
Hieronim Kazanowski herbu Grzymała. (zm. 1635/1645) – pisarz grodzki krakowski 1615. Burgrabia krakowski 1618, chorąży sandomierski 1634,
Ufundował klasztor bernardynów w Kazanowie. Jego żoną była Regina Baranowska córka Jakuba Baranowskiego. Wdowa po Samuel Niewiarowski